# پوده (دهاقان)

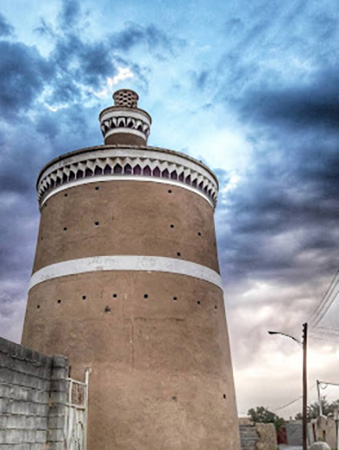
برج ۲۴ یا برج بازار پوده از آثار تاریخی روستای پوده

پوده یا پودان و در برخی منابع فوده یا فودان روستای از توابع دهستان قمبوان بخش مرکزیِ شهرستان دهاقان در استان اصفهان است که در فاصله ۳۰ کیلومتری شهر شهرضا و ۲۲ کیلومتری شهر دهاقان، مرکز شهرستان قرار دارد. در میان دیگر روستاهای این دهستان، بسیار نامور و معتبر شناخته می‌شود. طرحی برای تبدیل این روستا و چند روستای اطراف آن به شهری یکپارچه وجود دارد.

## جغرافیا
این روستا به لحاظ موقعیت ریاضی، در عرض جغرافیایی ۳۲ درجه و ۷ دقیقه شمالی و ۵۱ درجه و ۴۰ دقیقه شرقی قرار دارد. متوسط ارتفاع آن از سطح دریا ۱۸۲۰ متر است.

## تاریخچه
پوده در دوره صفویه قلمرو شکار حکمرانان بوده است. پیدایش:ساکنان اولیه این روستا در برخی منابع دهقانان، همراهان و خدمه (میرشکاران) شاهان صفوی بودند و در همین جهت از لحاظ فرهنگی، زبانی و قومیتی با ساکنان آبادی‌های اطراف تفاوت دارند. قدمت این روستا در برخی منابع ۷۰۰ سال ذکر شده است و با توجه به تاریخ ساخت آثار و بقایای تاریخی به جا مانده از جمله مسجد، بازار و منبر سنگی، قلعه یوسف‌خان قدمت روستا دست کم به ۵۰۰ سال قبل می‌رسد.

## واژه‌شناسی نام
مهریار در خصوص ریشه‌شناسی نام این مکان آورده است که:
پوده یا فوده هر دو صورتی از یک واژه هستند چون که «پ» و «ف» به هم تبدیل می‌شود و ترکیب فوده معادل پوده چنین است "پ (ف) + او + ده). باید دانست که حرف ف و پ هر دو منقلب از حرف «ب» می‌باشد و اصلاً نباید تصور کرد که جزء اول این واژه ربطی به «بو» (رایحه) دارد و همچنان نباید فکر کرد که پچوده به معنای همان رشته‌ای است که با تار تنیده و بافته می‌شود. اینجا «ب» تخفیف‌یافته کلمه «به» است همچنان که در امثال و نظایر آن بسیار داریم و جزء دوم «و» که در تلفظ «او» شنیده می‌شود کلمهٔ «اُو» و جزء سوم «ده» همان واژه شناخته‌شده دیه است. پس بوده معادل است با «به‌اوده» یعنی دیهی که آب خوب دارد.

## مردم
براساس نتایج سرشماری سال ۱۳۸۵، جمعیت پوده ۲۱۸۳ نفر معادل ۶۲۱خانوار بوده است. براساس سرشماری سال ۱۳۹۰ نیز جمعیت پوده ۲۱۲۰ نفر معادل ۶۵۲ خانوار شامل ۱۰۷۰ مرد و ۱۰۵۰ زن بوده است. اما در آخرین سرشماری انجام گرفته (۱۳۹۵) این سکونتگاه دارای ۱۹۴۵ نفر جمعیت (۹۹۹ مرد و ۹۴۶ زن) در قالب ۶۴۱ خانوار می‌باشد. اکثریت مردم مسلمان و پیرو مذهب شیعه دوازده امامی جعفری و شیعه دوازده امامی (شیخیه باقریه) می‌باشند. اقتصاد این روستا براساس فعالیت‌های کشاورزی، باغداری، دامداری و صنایع دستی (قلم زنی) است. زنان و دختران عمده‌ترین تولیدکنندگان صنایع دستی روستا می‌باشند ولی در کنار آن برخی مردان به هنر قلم زنی مشغولند. مهم‌ترین محصولات کشاورزی آن گندم، جو، لوبیا و ذرت است و انگور و سیب نیز از محصولات باغی آن می‌باشد.

## آثار تاریخی و جاذبه‌های گردشگری
طبیعت:روستای پوده، آب و هوای خوب و چشم‌اندازهای زیبا و متنوعی دارد. غار «چاه‌پوده» از غارهای شایان توجه کشور می‌باشد.
بقایای قلعه یوسف خان، بازار قدیمی پوده و آثاری از کارگاه‌های عصاری (روغن‌کشی) و مسجد جامع‌ و برج‌های ۲۴ شرکت و بازار از جمله آثار تاریخی این روستا هستند.
مسجد جامع پوده در جنوب روستا قرار دارد و منبر و حوض سنگی آن متعلق به دوران صفویه است. درون حجره‌های آن، بر روی دیوارها، آثاری از نقاشی‌های دوران صفویه باقی مانده است. منبر مسجد از سنگ سیاه است و پنج پله دارد. در حاشیه منبر نام چهارده معصوم خوشنویسی و کنده‌کاری شده است. در سمت دیگر آن آیةالکرسی را نقر نموده‌اند. بر گوشه‌ای از این منبر این بیت آمده است:
«بنا نهاد همین مسجد و همین منبر علی‌ست ابن علی و بوداق ابن قلندر»
در سمت دیگر هم، بیتی آمده است که با حساب ابجد، سال ۱۰۶۲ ه‍.ق یعنی سال سلطنت شاه صفی بن شاه عباس کبیر را نشان می‌دهد. نام حجار منبر نیز در زاویه‌ای از منبر دیده می‌شود. در زمان صفویه این منبر مکان جلوس شاهانی که به این منطقه می‌آمدند، بوده است.
امامزاده شاه زید پوده نیز از دیگر آثار دوره صفوی در این روستا است.